# 画家のアトリエ (ミーリス)
『画家のアトリエ』（がかのアトリエ、独: Im Atelier des Künstlers、英: The Painter's Studio）は、17世紀オランダ絵画黄金時代の画家フランス・ファン・ミーリスが1669年ごろ、板上に油彩で制作した風俗画である。アウグスト2世 (ポーランド王) のためにレーマン (Lehmann) により1723年以前に購入された。作品は現在、ドレスデンのアルテ・マイスター絵画館に所蔵されている。

## 作品
本作は、美術通の顧客が芸術家のアトリエを訪れるという慣わしを主題として取り上げている。そうした訪問の目的は芸術家から作品を購入することではなく、芸術家と芸術に関する談義をすることであった。ファン・ミーリスのアトリエには、社会的地位の高い顧客が多く訪れていたという。
画面に描かれている画家はファン・ミーリス自身であると思われる。優雅な服装の画家は、画架の上にある自身の絵画を黒い衣服を纏った顧客に見せている。しかし、顧客は絵画ではなく、タピストリーの掛けられたテーブル上に立っている彫刻を見ている。ヘビと戦うヘラクレスを模したこの古代風の彫刻以外にも、部屋の中には、ヴィオラ・ダ・ガンバ、地球儀など17世紀の画家の典型的なアトリエにあった一般的な品々が見える。明らかに顧客は画家の作品を見るためだけでなく、これら興味をそそる芸術と科学に関する品々を見るためにやってきたのである。芸術家もまた、自らの名声を高めるために、高尚な趣味や知識を示す品々を顧客に見せることが多かった。

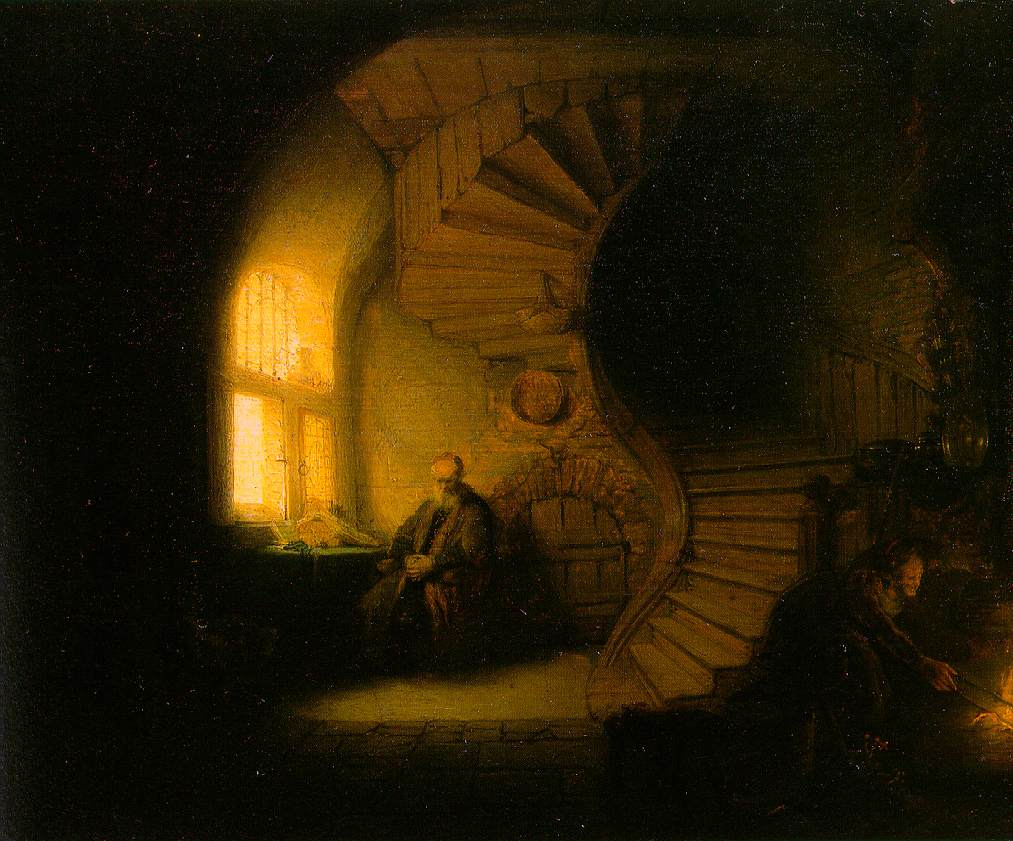
レンブラントに帰属 『瞑想する哲学者』(17世紀)、ルーヴル美術館、パリ

画中の暗い吹き抜けの部屋は、風俗画で描かれる学者たちの姿を連想させる。知的な画家は「ピクトル・ドクトゥス」と呼ばれ、手仕事しか知らない画家「ピクトル・ヴルガリス」と区別されていた。この区別により、単なる自然の模倣を超えた優れた絵画には、知的作業が求められることが明らかになった。とはいえ、画面にはパレットや筆、椀鎮、裏を見せて壁に立てかけられたキャンバス、窓辺に置かれた雑巾や油の瓶など、芸術の知的な側面よりも物質的な側面を表す道具も見える。
なお、ミーリスは肖像画を依頼する女性を表す類似した作品も制作したが、第二次世界大戦以来、失われている。